# Charles Troesch
Charles Troesch, né le 1er juin 1982 à Paris (France), est un prêtre catholique et chanteur français. 
Prêtre pour le diocèse de Gap, aumônier de l'École des pupilles de l'air 749 Grenoble-Montbonnot et de la gendarmerie de l'Isère, il est membre du groupe Les Prêtres de 2010 à 2014, avant de rejoindre le groupe Les Padrés en 2020.

## Biographie
Charles Troesch naît le 1er juin 1982 à Paris.
Dans son enfance, Charles Troesch apprend le solfège et pratique le trombone puis fait partie de la Manécanterie des Petits Chanteurs à la croix de bois, il chante notamment avec Charles Aznavour au Palais des Congrès en 1994.
Après une formation en lycée professionnel avec l'obtention d'un C.A.P. et d'un B.E.P. en vente-commerce, il obtient son baccalauréat et rentre au séminaire de l'Institut du Christ-Roi Souverain Prêtre (ICRSP) proche de Florence en Italie. Durant sa formation, il suit des cours de musique, de chant grégorien et polyphonique. Il est également titulaire d'une licence en théologie par la Faculté pontificale de théologie Teresianum lors de la fin de ses études à l'Institut Notre-Dame de Vie.
Ordonné prêtre en juin 2009, il est nommé vicaire de la paroisse Saint-Roch de Gap puis chapelain de la basilique Notre-Dame du Laus en septembre 2010. Un an plus tard il est nommé, pour six ans, curé de la paroisse de La Bâtie-Neuve, sa première paroisse à charge. Il est aussi nommé aumônier militaire de gendarmerie pour les deux départements des Alpes du Sud (Hautes-Alpes et Alpes-de-Haute-Provence).
En août 2011, il participe aux Journées mondiales de la jeunesse (JMJ).
Depuis la création du groupe par Jean-Michel Di Falco en 2010, il fait partie des Prêtres, chanteurs des albums successifs Spiritus Dei, Gloria et l'album des adieux, Amen.
Depuis 2020, l'abbé Troesch fait partie du groupe Les Padrés, un groupe de quatre aumôniers militaires représentants les quatre forces armées françaises, fondé par l'évêque aux Armées, Antoine de Romanet. En 2021 il rejoint l'École des pupilles de l'air 749 Grenoble-Montbonnot comme aumônier militaire ainsi que la gendarmerie de l'Isère.

## Le groupe «Les Prêtres»
Afin de financer, entre autres, la construction d'une église, Jean-Michel Di Falco crée le groupe Les Prêtres, composé de Jean-Michel Bardet, Charles Troesch et Joseph Nguyen Nguyen, trois membres du clergé de son diocèse, qui sortent le 29 mars 2010 l'album Spiritus Dei. Le groupe connaît dès lors un très grand succès international, au travers des différentes tournées aux quatre coins du monde.
Après un démarrage spectaculaire, l'album est disque de platine et numéro 2 dans le classement officiel des ventes d'albums en France. À partir du 12 avril 2010, le disque est certifié Disque de diamant et est en tête des ventes d'albums en France, première place qu'il garde pendant neuf semaines.  Il s'est vendu à plus de 800 000 exemplaires se classant deuxième au top des meilleures ventes de 2010.
Leur deuxième album, Gloria, sorti le 25 avril 2011, se classe no 1 dans le classement officiel des ventes d'albums en France dès la première semaine ; de même que pour le troisième et dernier album Amen, sorti en avril 2014, qui se classe no 1 dès la première semaine.

## Pour approfondir